# Robert Matwew
Robert Matwew (* 17. Mai 1967 in Neuss) ist ein ehemaliger deutscher Radrennfahrer.
Matwew war im Straßenradsport aktiv und startete für den PSV Köln. 1985 konnte sich Matwew als Dritter der Deutschen Straßen-Radmeisterschaften platzieren. 1989 gewann er eine Etappe der Schweden-Rundfahrt. Bei der Friedensfahrt 1990 wurde er 30. Einige Monate später – ab dem 1. September – fuhr Matwew beim Team Stuttgart als Stagiaire. Ab dem 31. Dezember 1990 wurde dieses Team zum Team Telekom. Erst zum 1. Januar 1993 startete Matwew ein Jahr mit der Mannschaft Team Mongoose. und beendete dann seine Radsportlaufbahn.